# 55 판도라
55 판도라는 소행성대에 있는 상당히 크고 매우 밝은 소행성이다. 판도라는 1858년 9월 10일 뉴욕주 올버니 근처의 더들리 천문대에서 미국의 천문학자이자 가톨릭 사제인 조지 메리 시얼에 의해 발견되었다. 이는 그의 첫번째 소행성 발견이었다.
55 판도라의 이름은 그리스 신화의 최초의 여성인 판도라에서 따왔다

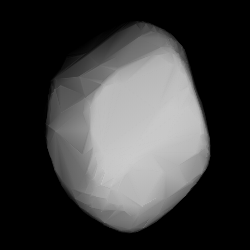
55 판도라의 3D 모델.

이 물체는 태양을 4.58년 주기로 공전하고 있으며, 장반경은 2.76 AU, 이심률은 0.14이다.
1. ↑  “Discovery Circumstances: Numbered Minor Planets (1)-(5000)”. 2025년 2월 12일에 확인함.